# Torzym (gemeente)
De gemeente Torzym is een stad- en landgemeente in het Poolse woiwodschap Lubusz, in powiat Sulęciński.
De zetel van de gemeente is in Torzym.
Op 30 juni 2004 telde de gemeente 6798 inwoners.

## Oppervlaktegegevens
In 2002 bedroeg de totale oppervlakte van gemeente Torzym 374,87 km², waarvan:
- agrarisch gebied: 29%
- bossen: 62%

De gemeente beslaat 31,84% van de totale oppervlakte van de powiat.

## Demografie
Stand op 30 juni 2004:
| Omschrijving                   | Totaal | Totaal | Vrouwen | Vrouwen | Mannen | Mannen |
| ------------------------------ | ------ | ------ | ------- | ------- | ------ | ------ |
| eenheid                        | aantal | %      | aantal  | %       | aantal | %      |
| inwoners                       | 6798   | 100    | 3389    | 49,9    | 3409   | 50,1   |
| bevolkingsdichtheid (inw./km²) | 18,1   | 18,1   | 9       | 9       | 9,1    | 9,1    |

In 2002 bedroeg het gemiddelde inkomen per inwoner 1478,99 zł.

## Administratieve plaatsen (sołectwo)
Bargów, Bielice, Bobrówko, Boczów, Debrznica, Drzewce, Drzewce-Kolonia, Garbicz, Gądków Mały, Gądków Wielki, Grabów, Koryta, Kownaty, Lubin, Lubów, Mierczany, Pniów, Prześlice, Tarnawa Rzepińska, Walewice, Wystok.

## Overige plaatsen
Jelenie Pole, Rojek, Rożnówka.

## Aangrenzende gemeenten
Bytnica, Cybinka, Łagów, Maszewo, Ośno Lubuskie, Rzepin, Sulęcin

## Recreatie
- attractiepark Majaland Kownaty